# Muracypraea
Muracypraea is een geslacht van weekdieren uit de klasse van de Gastropoda (slakken).

## Soort
- Muracypraea mus (Linnaeus, 1758)